# Мелконян, Самвел Норайрович
Самве́л Нора́йрович Мелконя́н (арм. Սամվել Նորայրի Մելքոնյան; 15 марта 1984, Ереван, Армянская ССР, СССР) — армянский футболист, нападающий. Выступал за сборную Армении.

## Клубная карьера

### «Спартак» (Ереван) / «Бананц»
Свой первый мяч в Премьер-лиге Армении Мелконян забил 27 июля 2002 года в игре против «Динамо-2000». В этой игре Мелконян, выйдя на замену, сразу после перерыва поразил защищаемые Вааном Шмавоняном ворота и сравнял счет матча (2:2). Данный мяч оказался единственным в сезоне 2002 года. В этом сезоне он выступал за ереванский «Спартак», который в конце 2002 года объединился с «Бананцем». С сезона 2003 он выступал за объединённую команду, которая называлась «Бананц».
В 7-м туре чемпионата 2010 года Самвел Мелконян забил гол в ворота «Ширака». Этот мяч стал его 50-м в чемпионатах Армении. Свой юбилейный мяч Мелконян забил в 161-й игре Высшей лиги первенства Армении. В настоящий момент он занимает 3-е место среди лучших бомбардиров «Бананца», за всю историю существования клуба. В начале сезона 2011 года «Бананц» расторг контракт в двустороннем порядке. Причиной отстранения игрока из клуба явилось недобросовестного выполнения своих обязательств перед клубом.

### Мика
Получив статус свободного игрока Мелконян поддерживал свою физическую форму в футбольном клубе «Улисс». В летнее трансферное окно появилась информация о подписании контракта с иранским клубом «Мес» из Кермана. Однако позже стало известно, что Мелконян стал игроком «Мики». Контракт с клубом был рассчитан до конца сезона. По истечении которого, Мелконян покинул «Мику».

### «Черноморец» (Бургас)
В начале 2012 года прошёл просмотр в «Черноморце» из Бургаса. Позже стороны заключили договор на 6 лет, а Мелконян получил футболку с 7-м игровым номером. Дебютировал за клуб 4 марта 2012 года в рамках чемпионата Болгарии, против софийского ЦСКА. «Черноморец» праздновал победу, а сам Мелконян принял участие во-втором голе. 19 июля истёк контракт с «моряками», и по данным болгарских СМИ Мелконян должен был присоединиться после 20 июля к софийскому «Локомотиву». Помимо «Локомотива», интерес к Мелконяну проявляли ещё несколько болгарских клубов, однако да заключения контракта переговоры не зашли.

### «Улисс»
Спустя две недели Мелконян перешёл в ереванский «Улисс». Контракт с клубом был заключён до конца сезона 2012/13.

## Карьера в сборной
Некоторое время Мелконян выступал за молодёжную сборную Армении, в которой сыграл 16 матчей и забил 1 мяч. Следующей ступенью стала национальная сборная, выступлением в которой обязан удачными выступлениями в «Бананце». Дебютный матч состоялся 3 сентября 2005 года в Ереване. Данный матч являлся отборочным циклом к Чемпионату мира 2006 в Германии. Соперником была сборная Нидерландов, которая одержала победу с минимальным счётом — 0:1. Мелконян отыграл 84 минуты и был заменён на Валерия Алексаняна. После перехода в донецкий «Металлург» Мелконян постепенно стал утрачивать место в сборной, а в дальнейшем и вовсе перестал получать приглашения. Связано это было с выступлениями за клуб, в котором Мелконян не получал должной игровой практики, редко выходя на поле. Возвращение в «Бананц» исправило данную ситуацию. Возникли мнения околофутбольных лиц о вызове игрока в стан сборной, но приглашения от тренерского штаба игроку не поступало.

## Личная жизнь
Женат, имеет дочь, которая родилась в апреле 2010 года.

## Достижения
- «Бананц»
- командные:
  - Серебряный призёр чемпионата Армении: 2003, 2006, 2007, 2010
  - Обладатель Кубка Армении: 2007, 2009
  - Финалист Кубка Армении: 2003, 2004, 2010
  - Финалист Суперкубка Армении: 2005, 2010
- личные:
  - Рекордсмен по количеству проведённых матчей за клуб — 172 матча